# Посёлки (Пензенская область)
Посёлки — село в Кузнецком районе Пензенской области России. Административный центр Посёльского сельсовета.

## История
Основано в начале XVIII века как деревня Поселок на землях, пожалованных родственникам Петра I Нарышкиным. Большая партия крестьян прибыла в 1719—1723 годах из села Рождественского, Пелетьма (ныне Посопная Пелетьма Лунинского района).
Первая, деревянная, церковь в селе была построена в 1771 году, она просуществовала девять лет.
В XVIII веке граф Лев Нарышкин подарил село Посёлки с землями и крепостными своей дочери Софье, в замужестве графине Шуваловой. Софья проживала в столице, имением, практически не приносившим доходов, не занималась, а в начале XIX века отозвала и управляющего.
В 1826 году в селе освящён новый храм во имя великомученика Димитрия Солунского в стиле классицизм.
В советское время Димитриевский храм дважды закрывали, в 1935 году закрыли окончательно.
28 июня 1990 года храм передаётся верующим и открывается для богослужения.
В начале 1992 года из-за конфликта настоятеля храма с благочинным приход переходит в юрисдикцию Российской православной свободной церкви, возглавляемой Валентином (Русанцовым), перешедшим из РПЦ в РПЦЗ. В дальнейшем приход много раз менял юрисдикции. Сам же храм ещё в 1990-е году решением суда был отдан Пензенской епархии РПЦ. Новая волна противостояния пришлась на 2010 год, итогом которой стало возвращение храма Русской православной церкви.

## Население
| 1748  | 1795  | 1859  | 1877  | 1897  | 1911  | 1926  |
| ----- | ----- | ----- | ----- | ----- | ----- | ----- |
| 1348  | ↗1524 | ↗1533 | ↗1764 | ↗2253 | ↗2755 | ↗3016 |
| 1930  | 1939  | 1959  | 1979  | 1989  | 1996  | 2002  |
| ↗3590 | ↘2630 | ↗3471 | ↗3588 | ↘3300 | ↘3130 | ↘3110 |
| 2010  | 2021  |       |       |       |       |       |
| ↘3079 | ↗3144 |       |       |       |       |       |

### Известные жители
- Лыжин, Юрий Васильевич (р. 1950) — депутат Государственной думы Федерального собрания РФ II созыва.
- Цирулёв, Владимир Павлович (1925—2012) — тракторист, председатель колхоза, Герой Социалистического Труда (1986).